# 珠芽魔芋
珠芽魔芋（学名：Amorphophallus bulbifer）是天南星科魔芋属的植物。分布在缅甸、印度、锡金、孟加拉以及中国大陆的广西、云南等地，生长于海拔300米至850米的地区，多生于河边林下以及山谷雨林中。珠芽魔芋為三倍體植物，難以減數分裂來行有性生殖。因此它演化出能在葉柄頂端生成珠芽來延續後代。

## 繁殖
珠芽魔芋的繁殖方式除了一般魔芋的塊莖繁殖與開花有性生殖之外，還多了2種。第一，珠芽魔芋葉柄前端會產生珠芽（如川七的零餘子），可行營養繁殖。第二，開花後能進行無融合生殖，不需要花粉即可產生種子。